# Corona de la Esperanza Macarena de Sevilla
La corona de la Esperanza Macarena es una pieza de joyería que utiliza la técnica del repujado, y la cual pertenece a María Santísima de la Esperanza Macarena, imagen dolorosa de la Hermandad de la Esperanza Macarena de la ciudad de Sevilla (España).

## Historia
La corona fue diseñada en el año 1912 por el artista sevillano Juan Manuel Rodríguez Ojeda, y encargada su ejecución a la Joyería Reyes de Sevilla. Se sufragó con los beneficios que produjo un festival taurino organizado por Joselito el Gallo en la Real Maestranza de Sevilla el 14 de agosto de 1912, también con la herencia que recibió la hermandad de José Gutiérrez de la Vega, y con una multitudinaria colecta popular entre los sevillanos; el precio de la corona ascendió a 12.500 pesetas.
La pieza fue bendecida el 27 de marzo de 1913, en una ceremonia celebrada en la iglesia de San Gil por Enrique Almaraz Santos, cardenal arzobispo de Sevilla, en un multitudinario acto presidido por las autoridades civiles y eclesiásticas de la ciudad. Fue encargado de colocar la corona a la imagen el canónigo Juan Francisco Muñoz y Pabón, que accedió al paso de palio en el que estaba situada la imagen, preparada para la estación de penitencia.
Una vez terminada la Guerra Civil Española fue ofrecida por la hermandad al Tesoro de la Nación con el fin de contribuir a sufragar los costes de la guerra y la situación que dejó en el país. Posteriormente la hermandad abonó al estado el valor en metálico y recuperó la pieza.
Fue modificada en 1938, 1953 y 1963, enriqueciéndola con brillantes y piedras preciosas. De especial mención fue la última actuación, realizada con motivo de la coronación canónica de la imagen, momento en que se le añadió el broche de brillantes central donado por Pilar Calvo y Sánchez de León, viuda de José Banús Masdeu.
En el año 1991 la hermandad realizó una réplica en bronce de grandes dimensiones para coronar la basílica. Pesa 80 kilogramos, tiene una altura de 140 centímetros y un diámetro de 151 centímetros. Finalmente, en el año 2013, con motivo del centenario de la corona, la hermandad colocó una placa conmemorativa en la puerta de la joyería, entre otros actos.

## Descripción
Está realizada en oro de ley de dieciocho quilates, trabajado a buril esgrafiado. Se trata de una pieza del tipo imperial, compuesta por la tradicional ráfaga de rayos, entremezclados con motivos vegetales, constituyendo la primera pieza en utilizar esta ornamentación, coronados por estrellas, y la propia corona. La ráfaga está decorada con piedras preciosas y esmaltes, y está presidida por una cruz calada de diamantes. En su momento supuso una obra moderna e innovadora, y ha sido imitada posteriormente para la realización de las coronas de otras dolorosas.